# 白馬泉
白馬泉及石刻位於四川省雅安市上里鄉，文物遺址年代判定為唐、宋、明。1991年4月16日公佈為四川省第三批文物保護單位。